# 해운대중학교
해운대중학교(海雲臺中學校)는 대한민국 부산광역시 해운대구 우동에 위치한 사립 중학교이다.

## 학교 연혁
- 1967년 12월 21일 : 학교법인 동광학원 설립(설립자 조무조 선생)
- 1972년 12월 29일 : 해운대중학교 설립인가(7학급)
- 1973년 3월 1일 : 초대 교장 이인이 선생 취임
- 1973년 3월 2일 : 개교(7학급 420명)
- 1976년 2월 28일 : 제1회 졸업식(졸업생 424명)
- 1976년 8월 14일 : 학교법인 동해학원으로 명칭 변경
- 1983년 10월 12일 : 실내 체육관 동해회관 개관식
- 2014년 12월 19일 : 제4대 민애경 이사장 취임
- 2022년 3월 1일 : 제21대 한수조 교장 취임
- 2023년 1월 5일 : 제48회 졸업식(졸업생 204명, 누계 21,151명)
- 2023년 3월 2일 : 제51회 입학(입학생 221명)

## 참고 자료
- 해운대중학교 - 한국교육학술정보원 학교알리미